# Imreh Farkas
Imreh Farkas (Doboka vármegye, Erdély, 1819 körül – Budapest, 1879. augusztus 31.) magyar nyomdász, Imreh Sándor marosvásárhelyi nyomdász-író testvérbátyja.

## Élete
Marosvásárhelyt tanulta a nyomdászatot, ott működött 1846-tól. 1848-ban májusában Pestre került, ahol az Athenaeum nyomdájában működött mint betűszedő, egészen 1879-ben, 60 éves korában bekövetkezett haláláig, melyet tüdőlob okozott. Felesége Pajner Erzsébet volt.

## Munkái
- Nemzetőrséghez intézett beszéd. Marosvásárhely, 1848.
- Marosszéki kortes taktika. Uo. 1848.
- Székely harczi dal. Uo. 1848.
- Ujoncz-vidító és katona dalok. Uo. 1848.